# Желько Обрадович
Желько Обрадович (9 березня 1960) — югославський баскетболіст.
Срібний призер Олімпійських Ігор 1988 року.
Чемпіон світу 1990 року.
Як головний тренер: срібний призер Олімпійських іго 1996 року.
Чемпіон світу 1998 року.
Чемпіон Європи 1997 року, бронзовий призер 1999 року.